# Peterodendron
Peterodendron é um género botânico pertencente à família Achariaceae, constituido por uma única espécie.

## Espécie
- Peterodendron ovatum